# Коваль, Иван Иванович
Иван Иванович Коваль (1910—1996) — майор Советской Армии, участник советско-финской и Великой Отечественной войн, Герой Советского Союза (1940).

## Биография
Иван Коваль родился 27 мая 1910 года в селе Лелековка (ныне — в черте Кропивницкого). После окончания вечерней школы работал столяром на мебельной фабрике. В 1933 году призван на службу в Рабоче-крестьянскую Красную Армию. В 1938 году окончил Московское танко-техническое училище.
Участвовал в боях советско-финской войны, был техником 91-го танкового батальона 20-й танковой бригады 7-й армии Северо-Западного фронта.
В январе 1940 года участвовал в глубокой разведке в составе взвода лейтенанта Василия Груздева в районе Ладожского озера. Оказавшись в окружении, взвод держал оборону до подхода основных сил, уничтожив более 100 солдат и офицеров противника.
Указом Президиума Верховного Совета СССР от 15 января 1940 года за «образцовое выполнение боевых заданий командования на фронте борьбы с финской белогвардейщиной и проявленные при этом отвагу и геройство» воентехник 2-го ранга Иван Коваль был удостоен высокого звания Героя Советского Союза с вручением ордена Ленина и медали «Золотая Звезда» за номером 206.
Участвовал в боях Великой Отечественной войны на Карельском и Волховском фронтах.
В 1946 году окончил Военную академию бронетанковых войск. В 1954 году в звании майора уволен в запас. Проживал в Кировограде, работал в автотранспортном цехе завода «Красная Звезда».
Умер 23 декабря 1996 года, похоронен на территории Пантеона Вечной Славы внутри Крепости Святой Елисаветы.

## Награды
- Медаль «Золотая Звезда» Героя Советского Союза
- Орден Отечественной войны 1-й степени
- Орден Красной Звезды
- Медали[1].